# 派恩斯頓普章克申 (密歇根州)
派恩斯頓普章克申（英語：Pine Stump Junction）是位於美國密歇根州盧斯縣麥克米倫鎮區的一個非建制地區。

## 地理
派恩斯頓普章克申所處的海拔為高於海平面230米（即755英呎），而該地所採用的時區為UTC-5，即北美东部時區（EST）。同時該地設有夏令時間，為UTC-5調快一小時，即UTC-4（EDT）。